# Ford Levicar
La Ford Levacar Mach-I concept ou Ford Levicar Mach-I concept est un concept-car monoplace coupé de 1959, à vol stationnaire par lévitation à sustentation électromagnétique, propulsé par moteurs à réaction, du constructeur automobile américain Ford,.

## Historique
Ce concept car monoplace au design futuriste, inspiré de l'aéronautique, de l'aérospatiale, et de vaisseau spatial de science-fiction, précurseur de l'ère spatiale et de l'histoire du vol spatial, avec carrosserie en fibre de verre, et poste de pilotage vitré, est animé par effet de lévitation à sustentation électromagnétique, et propulsé par deux moteurs à réaction arrière, pour une vitesse de pointe estimée à près de 500 km/h (d'ou son nom de Mach I). La mise en œuvre de ce type de propulsion impliquerait des champs magnétiques générés par de puissants électroaimants de type supraconducteur, et des bandes magnétiques intégrées dans le réseau routier. 
Il est précurseur entre autres des Hoverboard de Marty McFly et de l'inventeur Emmett Brown (de la célèbre saga de film de science fiction Retour vers le futur des années 1980), de l'Alfa Romeo Spix (2006), ou des projets fictifs de Renault Float Air Car, et Volkswagen Hover Car Concept virtuel, ou des taxi robot, train à sustentation magnétique, de l'Hyperloop, ou même de l'aérotrain.